# عثمان بارو
عثمان بارو (بالفرنسية: Ousmane Barro)‏ مواليد 7 ديسمبر 1984 في داكار، هو لاعب كرة سلة سنغالي. بدأ مسيرته الاحترافية في سنة 2008. يحمل الرقم 7. يبلغ طوله 6 قدم 10 بوصة (2.1 م). لعب كرة السلة الجامعية في جامعة ماركيت. لعب مع نادي سولنوكي أولاي لكرة السلة وأورليان لواريت.

## روابط خارجية
- عثمان بارو على موقع كرة السلة الأوروبية.كوم (الإنجليزية)
- عثمان بارو على موقع كلية كرة السلة في سبورتس رفرنس.كوم (الإنجليزية)
- عثمان بارو على موقع ريلجم (الإنجليزية)
- عثمان بارو على موقع بروبوليرز (الإنجليزية)
- عثمان بارو على موقع سبورتس رفرنس (الإنجليزية)